# Arçay, Cher
Den här artikeln handlar om Arçay i departementet Cher, för information om Arçay i departementet Vienne, se Arçay (Vienne)
Arçay är en kommun i departementet Cher i regionen Centre-Val de Loire i de centrala delarna av Frankrike. Kommunen ligger  i kantonen Levet som tillhör arrondissementet Bourges. År 2022 hade Arçay 488 invånare.

## Befolkningsutveckling
Antalet invånare i kommunen Arçay
Referens:INSEE